# 坂井市立加戸小学校
坂井市立加戸小学校（さかいしりつ かどしょうがっこう）は、福井県坂井市三国町にある公立小学校。

## 通学区域
覚善、加戸東、加戸西、平山、西谷、嵩、池上、水居、城ケ原、美保、覚善東、鴨池、旭台、水居団地、運動公園、野山、緑ケ丘五丁目、運動公園三丁目

## 進学先中学校
- 坂井市立三国中学校

## アクセス
- えちぜん鉄道三国芦原線 水居駅